# Sanguirana
Sanguirana is een geslacht van kikkers uit de familie echte kikkers (Ranidae). De groep werd voor het eerst wetenschappelijk beschreven door Alan Dubois in 1992.
Er zijn zeven soorten, inclusief de pas in 2011 wetenschappelijk beschreven sort Sanguirana aurantipunctata. Alle soorten komen voor op Seram, de Filipijnen, de Molukken, Sulawesi en zuidelijk China.

## Taxonomie
Geslacht Sanguirana
- Soort Sanguirana albotuberculata
- Soort Sanguirana aurantipunctata
- Soort Sanguirana everetti
- Soort Sanguirana igorota
- Soort Sanguirana luzonensis
- Soort Sanguirana sanguinea
- Soort Sanguirana tipanan

Abavorana · 
Amnirana · 
Amolops · 
Babina · 
Chalcorana · 
Clinotarsus · 
Glandirana · 
Huia · 
Humerana · 
Hydrophylax · 
Hylarana · 
Indosylvirana · 
Lithobates · 
Meristogenys · 
Odorrana · 
Papurana · 
Pelophylax · 
Pseudorana · 
Pterorana · 
Pulchrana · 
Rana · 
Sanguirana · 
Staurois · 
Sylvirana